# Dendrophrya
Dendrophrya, en ocasiones erróneamente denominado Ardendrophyrum o Dendrophyra, es un género de foraminífero bentónico de la subfamilia Dendrophryinae, de la familia Dendrophryidae, de la superfamilia Astrorhizoidea, del suborden Astrorhizina  y del orden Astrorhizida. Su especie-tipo es Dendrophrya erecta. Su rango cronoestratigráfico abarca desde el Pleistoceno hasta la Actualidad.

## Discusión
Clasificaciones previas incluían Dendrophrya en la familia Rhabdamminidae y en el suborden Textulariina del orden Textulariida.

## Clasificación
Dendrophrya incluye a las siguientes especies:
- Dendrophrya abyssalica
- Dendrophrya arborescens
- Dendrophrya attenuata
- Dendrophrya derosa
- Dendrophrya disiuncta
- Dendrophrya erecta
- Dendrophrya excelsa
- Dendrophrya findens
- Dendrophrya kermadecensis
- Dendrophrya radiata
- Dendrophrya remosa
- Dendrophrya tolli